# Nazywam się Cukinia
Nazywam się Cukinia (franc. Ma Vie de Courgette) – francusko-szwajcarski film animowany z 2016 roku w reżyserii Claude'a Barrasa, na motywach powieści Gillesa Parisa o tym samym tytule.
Światowa premiera filmu miała miejsce 15 maja 2016 roku na Festiwalu Filmowym w Cannes podczas tzw. Cannes Directors' Fortnight. W Polsce film prezentowany był na WMFF 15 października 2016. Do kin we Francji obraz wszedł 19 października 2016, w Polsce w szerokiej dystrybucji 2 czerwca 2017.

## Fabuła
Po opuszczeniu przez mającą problemy alkoholowe matkę 9-letni chłopiec trafia do sierocińca. Środowisko nie jest przyjemne. Napotyka na wiele przeszkód na drodze do nowego uporządkowanego życia, ale nie jest sam. Pojawiają się przyjaciele.

## Obsada
W wersji francuskojęzycznej głosu postaciom użyczyli, m.in.:
- Gaspard Schlatter jako Cukinia (głos)
- Sixtine Murat jako Camille (głos)
- Paulin Jaccoud jako Simon (głos)
- Michel Vuillermoz jako Raymond (głos)
- Raul Ribera jako Ahmed (głos)
- Estelle Hennard jako Alice (głos)
- Elliot Sanchez jako Jujube (głos)
- Lou Wick jako Béatrice (głos)
- Brigitte Rosset jako Ciotka Ida (głos)
- Natacha Koutchoumov jako mama Cukinii (głos)
- Monica Budde jako pani Papineau (głos)
- Adrien Barazzone jako pan Paul (głos)
- Véronique Montel jako Rosy (głos)
- Romane Cretegny jako dziewczynka (głos)
- Evelyne Bouvier jako mama dziewczynki (głos)
- Léonard Geneux jako chłopiec (głos)
- Anne-Laure Brasey jako obca (głos)
- Jean-Claude Issenmann jako sędzia (głos)

W polskiej wersji językowej:
- Kacper Karolak jako Cukinia (polski dubbing)
- Bernard Lewandowski jako Simon (polski dubbing)
- Leszek Filipowicz jako Rajmund (polski dubbing)
- Ewa Serwa jako mama Cukinii / ciotka Kamili (polski dubbing)
- Maria Brzostyńska jako pani dyrektor (polski dubbing)
- Barbara Kałużna jako Róża (polski dubbing)
- Maciej Kowalik jako pan Paweł / sędzia (polski dubbing)

## Nagrody i wyróżnienia
Obraz nominowano do następujących nagród filmowych:
Nagroda Akademii Filmowej
- 2017
  - Nominacja w kategorii najlepszy długometrażowy film animowany Claude Barras, Max Karli

Złoty Glob
- 2017
  - Nominacja w kategorii najlepszy film animowany

BAFTA
- 2018
  - Nominacja w kategorii najlepszy film animowany Claude Barras, Max Karli

Annie
- 2017
  - Nominacja w kategorii najlepszy pełnometrażowy niezależny film animowany
  - Nominacja w kategorii najlepsze indywidualne osiągnięcie: reżyseria animowanej produkcji kinowej Claude Barras
  - Nominacja w kategorii najlepsze indywidualne osiągnięcie: scenariusz Céline Sciamma
  - Nominacja w kategorii najlepszy niezależny film animowany

Film nagrodzono:
Satelita
- 2018
  - Wygrana w kategorii najlepszy film animowany lub łączący w sobie różne media

Europejska Nagroda Filmowa
- 2016
  - Wygrana w kategorii najlepszy film animowany Claude Barras

César
- 2017
  - Wygrana w kategorii najlepszy film animowany Armelle Glorennec, Claude Barras, Eric Jacquot, Marc Bonny
  - Wygrana w kategorii najlepszy scenariusz adaptowany Céline Sciamma

Warszawski Międzynarodowy Festiwal Filmowy
- 2016
  - Wygrana Nagroda publiczności dla najlepszego filmu

San Sebastián
- 2016
  - Wygrana Nagroda publiczności dla najlepszego filmu europejskiego Claude Barras